# 布隆迪王国
布隆迪王国（法語：Royaume du Burundi），旧名乌隆迪王国（法語：Royaume d'Urundi），是布隆迪历史上存在的一个君主制政权。
16世纪，当地部族成立乌隆迪王国。19世纪，乌隆迪王国先后沦为德国和比利时的殖民地。二战后，联合国又将布隆迪交还给比利时托管。1962年7月1日，乌隆迪王国宣布独立，并更名为布隆迪王国。1966年11月28日，王国政府被推翻，成立布隆迪共和国。